# Der Kaufmann (Giambattista Basile)
Der Kaufmann (neapolitanisches Original: Lo mercante) ist ein Märchen (AaTh 300, 303). Es steht in Giambattista Basiles Sammlung Pentameron als siebte Erzählung des ersten Tages (I,7).

## Inhalt
Weil er im Wettstreit des Prinzen Kürbis zerschmiss, muss Cienzo fliehen. Er schläft in einem Spukhaus, drei Kobolde lassen ihm einen Schatz und verschwinden, doch er nimmt nichts. An einem Bach rettet er eine Fee vor Bösewichtern, doch den Lohn schlägt er aus. Er rettet eine Prinzessin vor einem Drachen, dem mittels Zauberkraut der abgeschlagene Kopf wieder anwächst. Er schlägt alle Köpfe zugleich ab, behält die Drachenzungen und das Kraut, dann ruht er sich aus. Inzwischen bringt ein Bauer dem König die Drachenköpfe und behauptet, er sei es gewesen. Cienzo lässt seine Hündin einen Brief bringen, man holt ihn und er zeigt die Zungen zum Beweis und erhält die Prinzessin. Eine Hexerin bindet ihn mit ihren Haaren. Cienzos Bruder reist ihm nach, wird überall mit ihm verwechselt, schläft aber nicht mit seiner Frau. Er hetzt rechtzeitig den Hund auf die Hexerin und befreit Cienzo. Eifersüchtig haut der ihm den Kopf ab, aber erfährt von seiner Keuschheit, bereut und heilt ihn mit dem Kraut.

## Bemerkungen
Der „Kürbis“ ist des Prinzen Kopf, Liebrechts Übersetzung ist hier klarer. Basile variiert das Kopfabhacken noch mit Drache und Bruder. Der Text ist ein Zweibrüdermärchen. Vgl. bei Basile I,9 Die hinterlistige Hirschkuh und schon bei Straparola Cesarino di Berni (Le Piacevoli notti). Der Drachenkampf hat antike Vorbilder, z. B. Herakles, Perseus oder St. Georg. Laut Rudolf Schenda sind die sieben Köpfe durch häufige Abbildungen zu Offb 12,3  beeinflusst. Schenda nennt zur italienischen Rezeption des Märchens Gonzenbach I, Nr. 40 Von den zwei Brüdern, in Imbrianis Novellaja Nr. 28 Il mago delle sette teste, Domenico Comparettis La Nuvolaccia in Schendas Märchen aus der Toskana, Nr. 25 Die düstere Wolke (Die Märchen der Weltliteratur, 1996) und neuere Aufzeichnungen bei Cirese/Serafini und De Simone I, Nr. 14 O serpente a sette cape. Eine frühe deutsche Übersetzung des Kaufmanns finde sich in Adelbert von Kellers Italienischer Novellenschatz. Vgl. Grimms Die zwei Brüder, Die Goldkinder, Der gelernte Jäger, Von Johannes-Wassersprung und Caspar-Wassersprung, zum Spukhaus u. a. Die drei Sprachen, zum Lebenskraut Die drei Schlangenblätter. Walter Scherf findet, Cienzo jage einem Schemen nach. Die Behexung rühre von seiner Mutterbindung oder der der Frau.